# Memorial de Río Grande del Sur
El Memorial de Río Grande del Sur es un centro cultural ubicado en el centro de la ciudad de Porto Alegre, Brasil.  Localizado en la Praça da Alfândega, es un edificio inventariado por la alcaldía de Porto Alegre como un inmueble de interés y tradición además de haber sido declarado como patrimonio histórico por el Instituto del Patrimonio Histórico y Artístico Nacional.